# Hugo Wach
Hugo Wach (* 4. April 1872 in Tübingen; † 31. Juli 1939 in Murnau am Staffelsee; vollständiger Name Hugo Carl (Karl) Cornelius Wach) war ein deutscher Architekt und Hochschullehrer.

## Leben
Hugo Wach war ein Sohn des Rechtswissenschaftlers Adolf Wach, mütterlicherseits ein Enkel des Komponisten Felix Mendelssohn Bartholdy sowie ein Onkel des Religionswissenschaftlers und Soziologen Joachim Wach.
Wach studierte Elektrotechnik an der Technischen Hochschule München und arbeitete dann als Elektroingenieur bei Siemens & Halske und bei Oskar von Miller. Es folgte ab 1904 ein Architekturstudium unter anderem bei August Thiersch. Zusätzlich erhielt er in London Zeichenunterricht bei Gerald Calcott Horsley (1862–1917), dem Sohn des englischen Malers und Radierers John Calcott Horsley.
Ab 1910 arbeitete Wach freiberuflich als Architekt, zwischendurch unternahm er mehrere Studienreisen nach Nord- und Südamerika sowie in den Fernen Osten. Die von dort mitgebrachten künstlerischen Architekturzeichnungen konnte er später in Bildbänden vermarkten und auf Ausstellungen zeigen – die Qualität erachteten die Jurymitglieder des Deutschen Künstlerbundes als hochwertig genug, um ihn als ordentliches Mitglied in den DKB aufzunehmen. Hugo Wach war von 1919 bis 1935 (1920 bis 1936) ordentlicher Professor an der Technischen Hochschule Berlin. Im Studienjahr 1923/1924 war er auch Dekan der Fakultät für Bauwesen.
Wach war Mitglied im Bund Deutscher Architekten (BDA).
Das Architekturmuseum der Technischen Universität München verwahrt den künstlerischen Nachlass von Wach. Der in den Bestand des Architektur-Archivs der Technischen Hochschule Berlin eingebrachte Teil des Nachlasses ging während und nach dem Zweiten Weltkrieg verloren.

## Werk

### Bauten
- 1913 Wohnhaus Corneliusstraße Nr. 7 im Berliner Tiergartenviertel für den Chemiker Franz Oppenheim und seine Frau Margarete.[6]
- 1913/1914: Umbau der Villa Wach in Oberlößnitz, Sachsen[7]

### Schriften
- Reiseskizzen. Verlag „Der Zirkel“, Berlin o. J. (1918).
- Unterwegs mit Pinsel und Stift. Verlag Deutsche Bauzeitung, Berlin 1926.
- Venezia. Ein architektonisches Portrait in Lithographien. Typoskript, o. O. 1930.